# Klara van Eyll
Klara van Eyll (geboren am 28. September 1938 in Essen) ist eine deutsche Archivarin, Historikerin, Professorin für Wirtschafts- und Sozialwissenschaften sowie Autorin zahlreicher Fachpublikationen zur Unternehmensgeschichte und zum Archivwesen. Von 1971 bis 1999 stand sie als geschäftsführende Direktorin dem Rheinisch-Westfälischen Wirtschaftsarchiv in Köln vor.

## Leben

### Herkunft und Ausbildung
Klara van Eyll wurde knapp ein Jahr vor dem Beginn des Zweiten Weltkriegs in Essen als einziges Kind des Leitenden Verwaltungsdirektors des städtischen Ordnungsamts Theo van Eyll und dessen Ehefrau Klara van Eyll, geborene Wilhelms, in Essen geboren und katholisch getauft. Von 1944 bis 1949 besuchte sie Volksschulen in Olfen und Rellinghausen, um im Anschluss in Bredeney auf ein neusprachliches Mädchengymnasium zu wechseln. Nach der Ablegung ihres Abiturs absolvierte sie zunächst ein kaufmännisches Praktikum bei der Fa. Stinnes Eisenlager GmbH in Essen, bevor sie mit dem Wintersemester 1958/59 an der Albert-Ludwigs-Universität in Freiburg im Breisgau ein Studium der Wirtschaftswissenschaften aufnahm. Nach zwei Semestern wechselte sie an die Universität zu Köln, wo sie als Wahlfach Wirtschafts- und Sozialgeschichte belegte.
In Köln war Hermann Kellenbenz ihr akademischer Lehrer, der als Wirtschafts- und Sozialhistoriker auch international hohes Ansehen genoss. Kellenbenz nahm neben dem Lehrstuhl für Wirtschafts- und Sozialgeschichte, den vor ihm Bruno Kuske und seit 1951 Ludwig Beutin besetzten, seit dessen Übernehme im Jahr 1960 auch als nebenamtlicher Direktor die Leitung des Rheinisch-Westfälischen Wirtschaftsarchivs ein. Durch Kellenbenz lernte van Eyll das Archiv in seiner Vielschichtigkeit kennen und fand dort auch an der Seite der Archivarin Elisabeth Esterhues als studentische Hilfskraft Beschäftigung, bevor sie am 1. Juli 1963 ihr Studium als Diplom-Handelslehrerin mit der Examens-Note „sehr gut“ abschloss.

### Rheinisch-Westfälisches Wirtschaftsarchiv
Noch am Tag ihrer Examierung wurde Klara van Eyll 1963 als Archivarin bei der Industrie- und Handelskammer zu Köln (IHK) eingestellt und an das Rheinisch-Westfälischen Wirtschaftsarchivs (RWWA) zur Beschäftigung abgeordnet, wo sie Esterhues nachfolgte.
Zum 1. September 1971 erhielt van Eyll die Ernennung zur geschäftsführenden Direktorin des RWWA. An ihrer Seite war, in der Nachfolge von Kellenbenz, Friedrich-Wilhelm Henning, der wie dieser zuvor im Nebenamt als wissenschaftlicher Direktor gewirkt hatte. Henning wurde im April 1996 emeritiert. Bereits zuvor hatte der Vorstand des Archivs den Beschluss gefasst, die bisherige Doppelspitze abzuschaffen. Folgerichtig wurde Klara van Eyll zum 1. Januar 1997 zur alleinigen Direktorin des Wirtschaftsarchivs ernannt. Aus diesem Amt schied sie zum 31. Dezember 1999 aus. Parallel zu ihrer Leitungsfunktion im Wirtschaftsarchiv war sie seit 1981 Mitglied der Geschäftsführung der Industrie- und Handelskammer zu Köln und versah in dieser Funktion insbesondere während der 1990er Jahre verschiedene Querschnittsaufgaben, darunter für ein Jahr die Personalleitung. Im März 2000 schied Klara van Eyll aus dem Dienst der IHK aus.

### Lehrtätigkeit
Neben ihrer Hauptaufgabe, als Archivarin und später Direktorin des Wirtschaftsarchivs, fand van Eyll noch unter Kellenbenz ab dem Jahr 1967 als wissenschaftliche Assistentin an der „Rheinisch-Westfälischen Abteilung des Forschungsinstituts für Sozial- und Wirtschaftsgeschichte an der Universität zu Köln“ Einsatz. In Köln wurde sie auch am 17. Dezember 1968 zum Dr. rer. pol. (Doktor der Wirtschafts- und Sozialwissenschaften) promoviert. Ihre, bei Kellenbenz unter dem Titel Voraussetzungen und Entwicklungslinien von Wirtschaftsarchiven bis zum Zweiten Weltkrieg vorgelegte Dissertation, war die erste wissenschaftliche Abhandlung zur Geschichte des Wirtschaftsarchivwesens. Sie gilt als Standardwerk.
Mit dem Sommersemester 1970 übernahm Klara van Eyll an der Wirtschafts- und Sozialwissenschaftlichen Fakultät der Universität zu Köln den bundesweit bis dahin einzigen Lehrauftrag zur „Unternehmer- und Unternehmensgeschichte“. Der Gegenstand des Lehrauftrags, die Befassung mit den Viten von Unternehmern und der Geschichte deren Unternehmen selbst, litt insbesondere in der nach 1968er Zeit unter dem „Ruf der Auftragsforschung“. Wissenschaftlich besehen war es, sowohl seitens Kellenbenz als Ordinarius, als auch seitens van Eyll als Lehrbeauftragten, ein deutliches Zeichen, diesen Auftrag zu erteilen, bzw. anzunehmen. Seitens der Ministerin für Wissenschaft- und Forschung des Landes Nordrhein-Westfalen erhielt van Eyll am 13. März 1992 die Ernennung zur Honorarprofessorin für Wirtschafts- und Sozialgeschichte.

„Der biographischen Forschung gilt ihre Leidenschaft: Aufzuzeigen, wie sehr der individuelle Lebenslauf Erfolg oder Mißerfolg eines Produkts, einer Firma mitbestimmt. Zu analysieren, wie persönliche Gaben, Krisen und familiäre Verflechtungen unternehmerisches Handeln antreiben oder blockieren.“

### Nach 2000
Nach ihrem Abschied von Wirtschaftsarchiv und IHK wurde ihr am 27. November 2003 seitens der Stiftung Rheinisch-Westfälisches Wirtschaftsarchiv bei der Industrie- und Handelskammer zu Köln eine Festschrift überreicht, die ihr Wirken während mehr als dreier Jahrzehnte darlegt. Zu diesem Zeitpunkt verfolgte sie als großen Aufgabe eine Biographie des bedeutenden rheinischen Industriellen Gustav von Mevissen. Kaum fünf Jahre darauf stürzte am 3. März 2009 das Historische Archiv der Stadt Köln ein, das dessen Nachlass verwahrte.

„Die Darstellung rheinischer Wirtschaftsgeschichte scheint ohne den Namen Klara van Eyll nur schwer vorstellbar.“

## Mitgliedschaften
Neben ihren zuvor benannten Aufgaben war van Eyll in weiteren Gremien und Institutionen tätig. So war sie langjährige stellvertretende Vorsitzende des Wissenschaftlichen Beirats der Gesellschaft für Unternehmensgeschichte (GUG), von 1968 bis 1996 Mitglied des Vorstands der Vereinigung deutscher Wirtschaftsarchive e. V. sowie von 1985 bis 1993 Vorstandsmitglied des VdA (Verein deutscher Archivare) und Leiterin der Fachgruppe 5: Archivare an Archiven der Wirtschaft (heute: Verband deutscher Archivarinnen und Archivare).

## Auszeichnungen
- 1989 Bundesverdienstkreuz am Bande[4]
- 2003 Bundesverdienstkreuz 1. Klasse[4]
- 2003 Rheinlandtaler des Landschaftsverbandes Rheinland[4]

## Schriften (Auswahl)
- Die Geschichte einer Handelskammer, dargestellt am Beispiel der Handelskammer Essen 1840 bis 1910. (= Schriften zur rheinisch-westfälischen Wirtschaftsgeschichte. Band 10) Stiftung Rheinisch-Westfälisches Wirtschaftsarchiv zu Köln, Köln 1964.
- Voraussetzungen und Entwicklungslinien von Wirtschaftsarchiven bis zum Zweiten Weltkrieg (= Schriften zur rheinisch-westfälischen Wirtschaftsgeschichte. Band 20). Stiftung Rheinisch-Westfälisches Wirtschaftsarchiv zu Köln, Köln 1969 (zugleich Dissertation, Köln 1968)
- mit Hermann Kellenbenz: Die Geschichte der unternehmerischen Selbstverwaltung in Köln 1797–1914. Hrsg. Industrie- und Handelskammer zu Köln, Köln 1972.
- als Hrsg. mit anderen: Zwei Jahrtausende Kölner Wirtschaft. 2. Bände. 1975.
- In Kölner Adreßbüchern geblättert. Greven Verlag, Köln 1978.
- Vom Kupferhof zur Pharmaforschung. Der Hof Grünenthal und die Familie Wirtz. In: die waage. Zeitschrift der Grünenthal GmbH, Aachen. Band 35, 1996, Nummer 2 (S. 45–88), S. 48–57.
- Wilh. Werhahn KG Neuss am Rhein. Unternehmen und Unternehmer 1841 bis 2011. Wilh. Werhahn KG, Neuss 2013.

Weitere Schriften (Stand: 2001) siehe auch: Bibliographie der Schriften von Klara van Eyll. In: Ulrich S. Soénius (Hrsg.): Bewegen – Verbinden – Gestalten. Unternehmer vom 17. bis zum 20. Jahrhundert. Festschrift für Klara van Eyll. S. 351–359.